# Michael Postan
Michael Moissey Postan (24 września 1899 - 21 grudnia 1981) – brytyjski historyk, mediewista.
Syn Efima Postana. Urodził się w Besarabii i studiował na Uniwersytecie w Kijowie. Po rewolucji październikowej opuścił ojczyznę i osiadł w Wielkiej Brytanii. Pracował w London School of Economy. W 1937 został profesorem historii ekonomii na Uniwersytecie w Cambridge.

## Prace
Był pomysłodawcą Cambridge Economic History of Europe from the Decline of the Roman Empire i jej głównym redaktorem. Pod jego kierownictwem powstało 8 tomów:
I: Życie rolnicze średniowiecza ("The Agrarian Life of the Middle Ages"), wyd. II z 1966 r., redakcja
II: Handel i przemysł w wiekach średnich ("Trade and Industry in the Middle Ages"), 1952 r., wspólnie z Edwardem Millerem i Cynthią Postan
III: Ekonomiczna organizacja i polityka w średniowieczu ("Economic Organization and Policies in the Middle Ages"), 1963 r., wspólnie z E.E. Richem i Edwardem Millerem
IV: wspólnie z E.E. Richem i Edwardem Millerem
V: 1977 r., wspólnie z E.E. Richem i C.H. Wilsonem
VI: Rewolucja przemysłowa i potem ("The Industrial Revolutions and After"), 1966 r., wspólnie z Johnem Habakkukiem
VII: Ekonomia przemysłowa: kapitał, praca i przedsiębiorczość ("The Industrial Economies: Capital, Labour and Enterprise"), 1978 r., wspólnie z Peterem Mathiasem
VIII: Ekonomia przemysłowa: rózwój ekonomii i polityki socjalnej ("The Industrial Economies: The Development of Economy and Social Policies"), 1989 r., wydane przez Petera Mathiasa i Sidneya Pollarda
Jego pozostałe prace to m.in.:
- Studia nad angielskim handlem w XV w. ("Studies in English Trade in the 15th Century"), 1933 r., wspólnie z Eileen Power
- Historyczne metody w naukach społecznych. Wykład inauguracyjny ("The Historical Method in Social Science. An Inaugural Lecture"), 1939 r.
- Brytyjska produkcja wojenna ("British War Production"), 1952 r.
- Carte Nativorum: dobra katedry w Peterborough w XIV w. ("Carte Nativorum: A Peterborough Abbey Cartulary of the Fourteen Century"), 1960 r., razem z C.N.L. Brookem
- Projektowanie i produkcja broni: studia nad zarządem i organizacją przemysłową ("Design and Development Weapons: Studies in Government and Industrial Organization"), 1964 r., z D. Hayem i J.D. Scottem
- Historia ekonomiczna Europy Zachodniej 1945-1964 ("An Economic History of Western Europe 1945-1964"), 1967 r.
- Średniowieczna ekonomia i społeczeństwo: ekonomiczna historia Brytanii 1100-1500 ("The Mediaeval Economy and Society: Economic Hisory of Britain 1100-1500"), 1972 r.
- Eseje o średniowiecznym rolnictwie i głównych problemach średniowiecznej gospodarki ("Essays on Medieval Agriculture and General Problems of the Medieval Economy"), 1973 r.
- Średniowieczny handel i finanse ("Mediaeval Trade and Finance"), 1973 r.

## Rodzina
Był dwukrotnie żonaty. Po raz pierwszy ożenił się w 1937 r. z historyczką Eileen Power (1889-1940). Po jej śmierci poślubił 8 grudnia 1944 r. lady Cynthię Rosalie Keppel (ur. 25 czerwca 1918), córkę Waltera Keppela, 9. hrabiego Albemarle, i lady Judith Wynn-Carington, córki 1. markiza Lincolnshire. Michael i Cynthia mieli razem dwóch synów:
- Basil David Postan (ur. 9 czerwca 1946), ożenił się z Marią Carr, nie ma dzieci
- Alexander Henry Keppel Postan (ur. 25 sierpnia 1948), ożenił się z Jane Dillon, nie ma dzieci